# Park Shin-hye
Park Shin-hye (* 18. Februar 1990 in Gwangju) ist eine südkoreanische Schauspielerin.

## Karriere
2014 spielte sie in der SBS-Serie Pinocchio ein Mädchen, das an dem (fiktiven) Pinocchio-Syndrom leidet und deshalb Schluckauf bekommt, sobald sie lügt.
Im Februar 2016 erhielt sie ihren Bachelor in Film- und Theaterstudien von der Chung-Ang University in Seoul.
Im November 2021 gab sie bekannt, den Schauspieler Choi Tae-joon, mit dem sie seit 2017 liiert ist, im Januar 2022 heiraten zu wollen. Das Paar hat mittlerweile einen Sohn.

## Filmografie

### Filme
- 2006: Love Phobia (도마뱀 Domabaem)
- 2007: Evil Twin (전설의 고향 Jeonseol-ui Gohyang)
- 2010: Cyrano Agency (시라노; 연애조작단 Sirano; Yeonae Jojakdan)
- 2010: Green Days (Sprechrolle)
- 2012: Waiting for Jang Joon-hwan (Kurzfilm)
- 2013: Miracle in Cell No. 7 (7번방의 선물 7-beon Bang-ui Seonmul)
- 2013: One Perfect Day (사랑의 가위바위보, Kurzfilm von Kim Jee-woon)
- 2014: The Tailors (상의원 Sanguiwon)
- 2015: The Beauty Inside (뷰티 인사이드)
- 2016: My Annoying Brother (형 Hyeong)
- 2017: Heart Blackened
- 2020: #amLeben
- 2020: The Call

### Fernsehserien
- 2003: Stairway to Heaven
- 2004: If Wait for the Next Train Again
- 2004: Boom
- 2004: Not Alone
- 2005: Cute or Crazy
- 2005: One Fine Day
- 2006: Seoul 1945
- 2006: Tree of Heaven
- 2006: Loving Sue
- 2006: Bicheonmu
- 2007: Goong S
- 2007: Several Questions That Make Us Happy
- 2007: Kimcheed Radish Cubes
- 2009: You’re Beautiful
- 2010: My Girlfriend Is a Gumiho (Cameo-Auftritt in Episode 6)
- 2010: High Kick! 2 (Cameo-Auftritt in Episode 119)
- 2011: Heartstrings
- 2011: Hayate the Combat Butler (旋風管家)
- 2012: Don’t Worry, I’m a Ghost
- 2012: The King of Dramas (Cameo-Auftritt in Episode 1)
- 2013: Flower Boys Next Door
- 2013: Fabulous Boys
- 2013: The Heirs – Highschool der Superreichen (상속자들 Sangsokjadeul)
- 2014: Pinocchio (피노키오)
- 2016: Entertainer (딴따라 Ttanttara)
- 2016: Gogh, The Starry Night (고호의 별이 빛나는 밤에 Gogh-ui Byeol-i Bitnaneun Bam-e)
- 2016: Doctors – Liebe unter dem Messer (닥터스)
- 2017: Temperature of Love (사랑의 온도)
- 2018–2019: Memories of the Alhambra (알함브라 궁전의 추억)
- 2021: Sisyphus: The Myth (시지프스: the myth)
- 2024: Doctor Slump